# Тип 96 (пулемёт)
Тип 96 (九六式軽機関銃 Kyūroku-shiki Kei-kikanjū) — японский ручной пулемет, разработанный в 1936 году для замены пулемета Тип 11 и применявшийся в ходе Японо-китайской и Второй мировой войн.

## История и разработка
Опыт, полученный в ходе Маньчжурского инцидента 1931 года и последующих боях в Маньчжурии и на севере Китая с Национально-революционной армией Китая продемонстрировал японской армии полезность пулеметов при обеспечивании подавляющего огня для поддержки наступающей пехоты. На тот момент, на вооружении императорской армии находился ручной пулемет Тип 11, который благодаря небольшому весу можно было легко доставить на позиции. Тем не менее, В ходе эксплуатации оказалось что бункер пулемёта Тип 11 сложен с технической точки зрения и подвержен загрязнениям. Технический штаб армии признал необходимость принятия мер, и в апреле 1932 года он провёл круглый стол по вопросу содействия проведению инспекций огнестрельного оружия. В результате сбора мнений всех заинтересованных сторон на этой встрече было решено начать проектирование нового типа ручного пулемёта, который бы устранил недостатки Тип 11.
Первый конкурсный прототип был заказан следующим четырем сторонам:
1. Арсенал Кокура;
2. Tokyo Gas Electric Industry;
3. Nippon Special Steel Company;
4. Nambu Arms Manufacturing Company.

Основными условиями проектирования были: вес менее 9 кг, калибр 6,5 мм, общая длина от 1 до 1,2 метра, начальная скорость пули не менее 730 метров в секунду, темп стрельбы около 500 выстрелов в минуту, питание из коробчатых магазинов, радиатор и ствол должны быть единой деталью для упрощения замены ствола и точность должна была соответствовать точности ручного пулемёта Тип 11.
В апреле 1933 года арсенал и три частные компании завершили изготовление первых прототипов, а также провели различные испытания на полигоне на территории токийского арсенала Коисикава. В июне того же года после сравнения результатов испытаний первого прототипа были выбраны прототипы, изготовленные армейским арсеналом и фабрикой Намбу, в условия проектирования были добавлены новые пункты и заказан второй прототип.
В ноябре 1933 года было завершено создание вторых опытных образцов, и в связи с этим в Токийском заводе и на полигоне в Фуцу были проведены различные испытания. Результаты показали, что точность стрельбы не имела значительных отличий от Тип 11, а функциональность в целом была удовлетворительной. Однако возникли неисправности, связанные с магазином. С декабря того же года и до февраля следующего года были поручены зимние испытания на севере Маньчжурии, а также практические испытания в Армейской пехотной школе и Кавалерийской школе.
В мае 1934 года после всестороннего анализа результатов испытаний, проведённого Техническим штабом армии, а также мнений из Северной Маньчжурии из двух школ, были приняты следующие решения и размещён заказ на третий прототип.
1. В связи с необходимостью ускорения разработки третий прототип будет разработан Техническим штабом армии.
2. Оружие, разработанное путём объединения преимуществ обоих типов оружия, прототипы которых были созданы армейским арсеналом и оружейной фабрикой Намбу, должно было называться пулемётом Модель А, а прототип быть создан Nambu Arms Manufacturing Company.
3. Новый пулемётов с выбросом гильз вниз, должен быть изготовлен на арсенале Кокура; это оружие обозначить как пулемёт Модель B.

В ноябре 1934 года были завершены третьи прототипы (по три каждой модели), а основные испытания проводились с ноября по декабрь того же года.

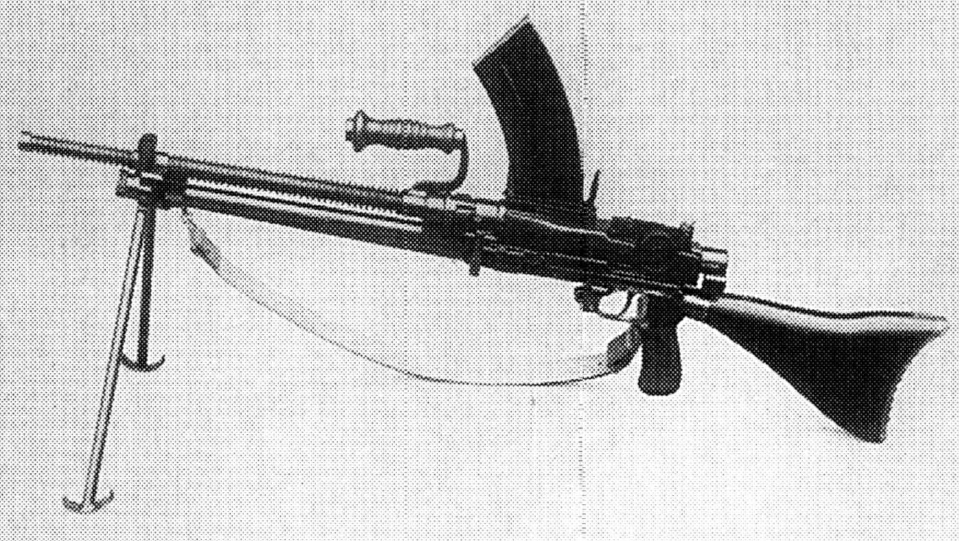
Пулемёт Модель А 1934 года

Затем, 8 декабря, по два экземпляра каждой модели были отправлены на зимние испытания в Северную Маньчжурию. В январе 1935 года было завершено изготовление семи прототипов каждой модели, и в Техническом штабе, в Токийском артиллерийском арсенале и на полигоне Футцу были проведены испытания второго этапа. В мае того же года в Футцу были проведены испытания на точность. В августе 1935 года после всестороннего анализа результатов различных испытаний было принято решение о принятии пулемёта Модель A на вооружение. В сентябре 1935 года начались работы по модификации Модели A, которые были завершены в ноябре. Основные испытания были проведены в Техническом штабе в декабре, а практические испытания — в январе 1936 года. Ранние пулемёты получили обозначение “экспериментальный ручной пулемёт Тип 96”.
Японская Императорская Армия к тому моменту перешла на новую систему обозначения по летосчислению от мифического основания первым императором Дзимму японского государства в 660 году до нашей эры, указывая только одну или две последние цифры года. В данном случае Тип 96 обозначает 2596 (1936) год принятия на вооружение. Оружие производилось на арсеналах в Кокуре, Нагое и в Мукдене между 1936 и 1943 годами, общий объем производства составил около 41 000.
В то время как внутренним устройством пулемёт был совершенно другим, он внешне напоминал ZB vz. 26 в его основной компоновке с использованием магазина верхней подачи и держателя сошки. Аналогичный внешний вид был и у танкового пулемета Тип 97, однако, он был лицензионной копией чехословацкого пулемета, стрелявшего более тяжелым патроном калибра 7,7×58 мм.

## Конструкция

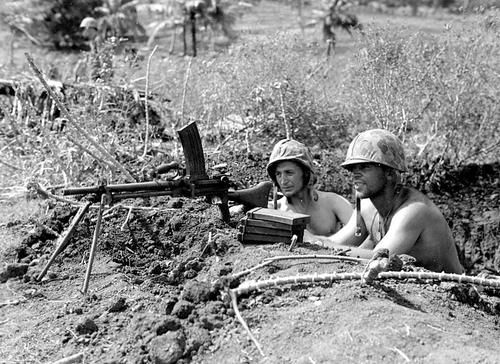
Американские морские пехотинцы с захваченным Тип 96 на острове Сайпан, 19 декабря 1944 года

Тип 96 был почти идентичен по конструкции Тип 11 — воздушное охлаждение, система отвода пороховых газов, сходная с применявшейся на французском пулемете Hotchkiss M1909. Как и в случае с Тип 11, он продолжал использовать те же патроны 6,5×50 мм Арисака, что и винтовка Тип 38, хотя более мощный патрон 7,7x58 мм уже был принят на вооружение и начал поступать в войска. Из-за сходства тип 96 с английским БРЕНом, его ошибочно считают копией «англичанина».

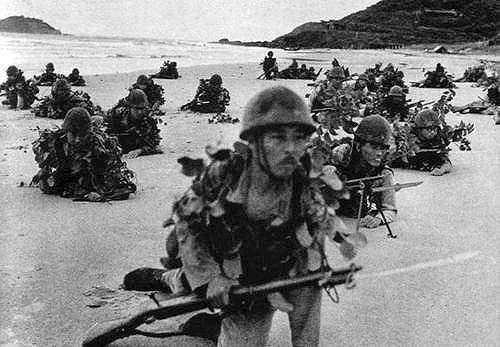
Солдаты 5-й пехотной дивизии высаживаются на пляже во время вторжения в Малайю, в декабре 1941 года. Солдат на втором плане вооружен пулеметом Тип 96 с примкнутым штыком Тип 30

В отличие от ZB vz. 26, в котором запирание канала ствола производилось перекосом затвора в вертикальной плоскости, в Тип 96 запирание ствола осуществлялось с помощью специальной боевой личинки, скользящей в вертикальных пазах ствольной коробки и имеющей возможность движения вверх и вниз под воздействием скосов на затворной раме.
Основное отличие от Тип 11 — размещённых сверху изогнутый отъемный коробчатый магазин, вмещающий 30 патронов, что несколько увеличило надежность и уменьшило вес пулемета. Ребристый ствол пулемета можно также быстро сменить, чтобы избежать перегрева. Тип 96 имел открытую мушку и прицельную планку с отметками от 200 до 1500 метров, с регулировкой ветров. С правой стороны пулемета можно было установить телескопический прицел с увеличением в 2,5 раза и полем обзора 10 градусов.
Тип 96 также имел складные сошки, прикрепленные к газовому блоку, и имел крепление для стандартного штыка Тип 30, который мог быть прикреплен к газовому блоку ниже ствола. Пулемет был способен вести только автоматический огонь, хотя можно было производить одиночные выстрелы, быстро нажав на спусковой крючок.
Тем не менее, конструктор оружия Кидзиро Намбу использовал такой же патронник, что и у пулемета тип 11. Это обусловило необходимость смазки патронов перед стрельбой. Убедившись в нежелательности смазки патронов жидким маслом, японские конструкторы использовали в пулемете тип 96 консистентную смазку. При этом патроны смазываются при снаряжении ими магазина. Такое решение хотя и снизило чувствительность пулемета к загрязнению, но не ликвидировало основной недостаток системы — необходимость смазки патронов. Эта особенность и присущие ей недостатки были устранены с созданием пулемета Тип 99.

## Боевое применение
Тип 96 вступил в активную службу в 1936 году и был предназначен для замены устаревшего Тип 11, однако тот уже был произведен в больших количествах, и оба пулемета оставались в эксплуатации до конца войны. Тип 96 считался прочным и надежным, но его 6,5-мм пули имели слабую пробивную силу при стрельбе по укрытиям, что привело к созданию в 1937 году пулемета Тип 99 под более мощный патрон калибра 7,7 мм.
После Второй мировой войны он использовался индонезийскими войсками во время войны за независимость против голландских войск, особенно во время атаки на Джокьякарту в 1949 году.